# 夸杜沃·阿萨莫阿
夸杜沃·阿萨莫阿（英語：Kwadwo Asamoah；1988年12月9日—），加纳职业足球运动员，场上司职中场，亦可打左閘位置。曾效力意甲球队尤文图斯，也是加纳国家队的常客。

## 俱乐部生涯

### 早期生涯
阿萨莫阿出生在加纳的阿克拉。他在当地一家俱乐部的比赛中被球探发现，这家俱乐部属于卡马拉，并由球探查尔斯·门萨·加普森先生推荐给已故的阿尔哈吉·斯莱·特特, 利伯蒂职业队的前首席执行官。他加入了瑞士俱乐部贝利佐那，并在2007-08赛季冬季转会期被租借到意大利球队都灵。

### 乌迪内斯

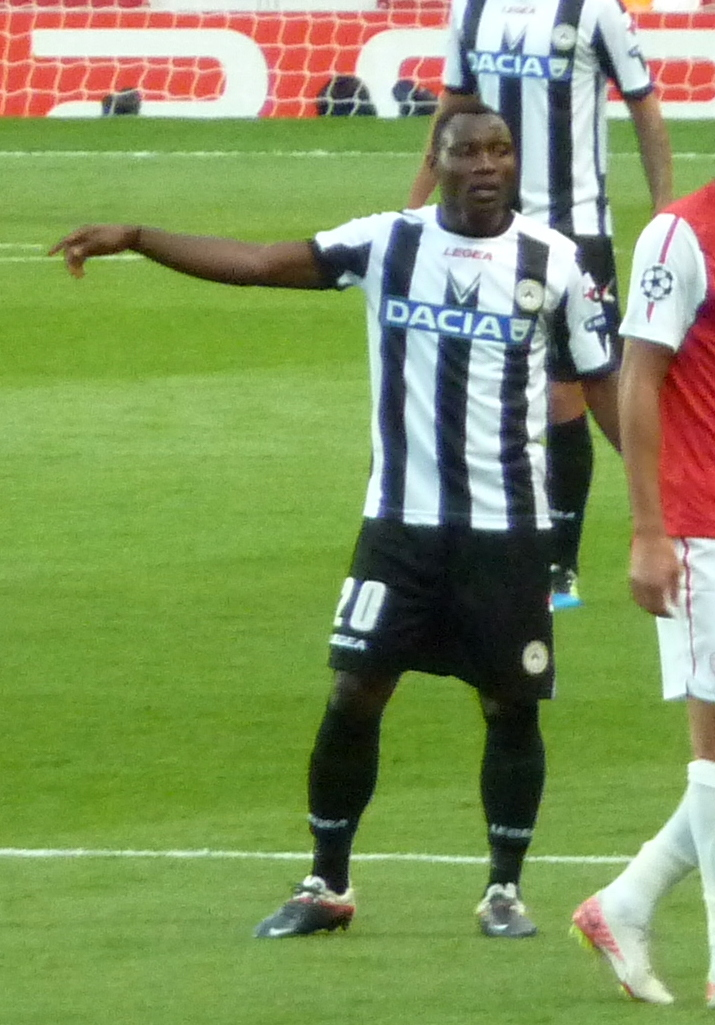
阿萨莫阿在2011-12年欧洲冠军联赛附加赛对阵阿森纳的比赛中效力乌迪内斯

2008年6月，阿萨莫阿转会至意甲俱乐部乌迪内斯，在那里他打出了名堂，成为俱乐部和国家队的中坚力量。在2010年世界杯和2010年非洲国家杯上表现出色之后，他成为了欧洲顶级俱乐部的目标之一。

### 尤文图斯
阿萨莫阿和乌迪内斯队友毛里西奥·伊斯拉于2012年7月根据共有权转会协议加盟尤文图斯, 尤文图斯支付900万欧元购买了阿萨莫阿50%的合同权。他于2012年8月11日在2012年意大利超级杯对阵那不勒斯的比赛中首次亮相，射进一球，随后尤文图斯在加时赛后以4-2获胜。由于在对阵那不勒斯的出色表现，当时的尤文图斯主教练安东尼奥·孔特, 决定让他在2012-13赛季的开幕联赛中首发出场，对阵帕尔马, 这场比赛于8月25日举行，他立即产生影响，在尤文图斯以2-0赢得比赛并助攻斯特凡·利希施泰纳进球。9月16日，他在对阵热那亚的客场联赛中为新俱乐部打进了他的首个进球，尤文图斯以3-1获胜。随后，尤文图斯赢得了该赛季的意甲联赛冠军。阿萨莫阿于2013年6月被尤文图斯完全买断，与俱乐部签下了为期四年的合同。
3月9日2014年，阿萨莫阿在主场以1-0战胜佛罗伦萨的比赛中打进了一粒显赫的进球，这是尤文图斯捧起意甲冠军和意大利超级杯的2013-14赛季。
在2014–15赛季，阿萨莫阿在赛季第10场联赛比赛中遭受了严重的膝盖受伤，于2014年11月1日对阵恩波利的比赛中退出，这使他在大部分赛季内无法上场。他直到赛季末才能重新回到球队并恢复训练，尤文图斯赢得了意甲联赛冠军；因此，他未能在尤文图斯对阵科帕意大利杯决赛中对阵拉齐奥的比赛中亮相。他于2015年5月23日在主场3-1战胜那不勒斯的比赛中重返球场。
于2016年7月23日，阿萨莫阿作为尤文图斯的队长在2016国际冠军杯澳大利亚赛的首场比赛中首发出场，在墨尔本的墨尔本板球场与墨尔本胜利（墨尔本胜利点球大战以4-3获胜）战成1-1。于2016年9月25日，确认阿萨莫阿在前一天对阵帕尔马的比赛中因右膝半月板的完全撕裂而被迫离场，将在6周内无法上场。
2018年1月，有报道称阿萨莫阿选择不续签将在同年6月到期的尤文图斯合同。他在2018年3月17日对阵S.P.A.L.的比赛中在意甲联赛中首次代表尤文图斯出场，踢平0-0。

### 国际米兰
2018年7月，意甲联赛注册机构确认阿萨莫阿已于2018年5月同意成为国际米兰的球员；签约在2018年7月2日正式确认。他在2018年8月19日的2018–19赛季意甲联赛首场比赛中首发出场，但以0-1不敌萨索洛。

## 荣誉
加纳国家足球队
- 非洲国家杯 银牌 (1): 2010
- 非洲国家杯 铜牌 (1): 2008

尤文图斯
- 意大利超级杯 冠军 (3): 2012、2013、2015
- 意大利盃 冠军 (4): 2014/15、2015/16、2016/17、2017/18
- 意甲 冠军 (6): 2012/13、2013/14、2014/15、2015/16、2016/17、2017/18